# 대구 법장사 삼층석탑
법장사 삼층석탑(法藏寺三層石塔)은 대구광역시 남구 봉덕동 법장사에 있는 삼층석탑이다. 대덕산 중턱의 고산골에 있는 법장사의 경내에 있으며, 법장사를 지을 때 인근에 흩어져 있던 탑재를 모아 복원하였다. 현재 대구광역시의 문화재자료 제5호로 지정되었다.

## 역사
법장사는 신라 말기에 창건된 것으로 추정되며, 사찰에 위치한 법장사 삼층석탑은 통일신라 시대에 건립되었다.
법정사 삼층 석탑 창건 설화에 따르면, 신라 말의 한 왕이 대를 이을 왕자가 없던 중, 꿈에 백발 노인이 나타나 “서쪽으로 수백 리 되는 곳에 산 좋고 물 맑은 곳이 있으니 그곳에 절을 짓고 정성을 다하면 소원을 이루리라” 라고 하였다.
왕은 신하들에게 명령하여 보름 만에 고산골에 도착해 '고산사' 라는 절을 세우고, 백일기도를 드렸다. 그 결과 왕비는 첫 번째 왕자를 낳고, 이듬해에 두 번째 왕자를 낳았다. 이를 기뻐한 왕은 고산사에 삼층석탑을 세웠는데, 이 탑이 바로 현재의 '법정사 삼층석탑'이다. 그러나 고산사는 임진왜란 때 전소되고 삼층석탑만 무너진 채 남아 있었다. 이후 중창 시기에 '법정사'라는 현재의 이름으로 변경되었다.
법장사는 복원 이전에는 고산사지에 있었으나, 1961년에 무허가 건물이라는 이유로 전각 등이 철거되면서 현재의 자리로 옮겨왔다. 같은 해 사찰 자리에 법장사가 세워졌고, 무너진 탑재를 모아 법장사삼층석탑을 복원하였다. 이후 1999년에는 종각 앞에 있던 탑을 현재의 위치로 이전하였다.
법장사 삼층석탑은 현재 대구광역시 문화재자료로 지정되어 보존 및 관리되고 있다. 그러나 법장사 삼층석탑의 정확한 등록일에 대해서는 상이한 기록이 존재한다. 1999년 조사보고서에는 이 석탑이 1975년 2월 5일 대구광역시 문화재자료 제5호로 지정되었다고 기록되어 있으며, 다른 자료에서는 1982년 3월 4일에 문화재자료로 지정되었다고 언급되고 있다. 이로 인해 법장사 삼층석탑의 정확한 등록일은 확인되지 않고 있다.
2021년 6월 29일 문화재보호법 시행령 개정에 따라 지정 번호가 삭제되었다.

## 외형
법장사 삼층석탑은 현재 기단부가 파괴되어 원래 모습을 알 수 없으며, 3층으로 이루어진 탑신만이 차례대로 쌓여 있다.
탑신의 1층 몸돌은 면마다 양쪽에 기둥 모양을 새겼고, 위층의 몸돌에 비해 지나치게 높아 보인다. 지붕돌은 일부가 손상되어 있으며, 낙수면의 경사는 완만하고 밑면에는 4단의 받침이 있다. 법장사 삼층석탑은 대체로 통일신라 석탑의 일반적인 양식을 따르는 듯하나, 탑신의 1층 몸돌이 폭에 비해 지나치게 높아 불안정한 비례를 보이며, 지붕돌 받침이 4단으로 줄어드는 등 전형적인 양식에서 벗어난 특징을 보인다.

## 같이 보기
- 법장사

## 참고 자료
- 대구 법장사 삼층석탑 - 국가유산청 국가유산포털